# Saint-Jean-des-Bois
Saint-Jean-des-Bois település Franciaországban, Orne megyében. Lakosainak száma 182 fő (2018. január 1.). Saint-Jean-des-Bois Le Ménil-Ciboult községgel határos.

## Népesség
A település népessége az elmúlt években az alábbi módon változott:
| Lakosok száma | 174  | 183  | 182  |
|               | 2015 | 2017 | 2018 |